# Congrès de Metz

62e congrès ordinaire du Parti socialiste, le congrès de Metz, qui se tient du 6 au 8 avril 1979, voit l'affrontement du premier secrétaire sortant François Mitterrand, qui sort vainqueur, et de la Deuxième gauche incarnée par Michel Rocard.

## Listes des contributions générales déposées
La phase des contributions générales et thématiques précède celle des motions. Elle permet de faire valoir des idées de groupe qui se rassemblent lors de celles des motions, beaucoup moins nombreuses. 
Dix-sept contributions nationales sont déposées :
- Contribution du courant II pour le débat du Congrès de Metz : présentée par le CERES.
- Franchir une nouvelle étape : présentée par Alain Bénéteau.
- Pour la construction du socialisme autogestionnaire : présentée par Gaston Defferre.
- Pour le renforcement de l'initiative du parti en faveur de l'Education nationale : présentée par André Delehedde et Louis Mexandeau.
- Revenir à la ligne d'Épinay : présentée par Alain Billon et des dissidents du CERES.
- Contribution pour un débat sur les enjeux : présentée par Bernard Soulage.
- Union pour l'autogestion : présentée par Christian Pierret et des dissidents du CERES.
- Unité, clarification, avenir du socialisme autogestionnaire : présentée par Lionel Jospin, les mitterrandistes (Jean Auroux, Claude Bartolone, Pierre Bérégovoy, Bertrand Delanoë, Henri Emmanuelli, Claude Estier, Laurent Fabius, Pierre Joxe, Jack Lang, Jean-Marie Le Guen, Yvette Roudy, Paul Quilès, Daniel Vaillant) et les poperénistes (Jean Poperen, Colette Audry, Jean-Marc Ayrault, Philippe Bassinet, Michel Debout).
- Développer les structures régionales : présentée par André Laignel et André Vianes.
- Unité, clarté, synthèse : présentée par Pierre Mauroy et Michel Rocard.
- Contribution pour l'unité des socialistes dans la clarté et la fraternité : présentée par Louis Mermaz.
- Nouvelle croissance et démocratie socialiste : présentée par Christiane Mora.
- Et maintenant que faire ? rester socialiste : présentée par Arthur Notebart.
- Maintenir pour conquérir : présentée par des anciens proches de Guy Mollet (Augustin Laurent, Jacques Piette et Ernest Cazelles).
- Faux problèmes et vrais débats : présentée par Roger Quillot.
- Unité et clarté : présentée par Jean-Michel Belorgey et Jacques Delors
- Pour une France socialiste : présentée par Henri Saby et Luc Soubré

## Listes des motions déposées
La phase des motions est celles des textes finalement mis au vote des militants, après synthèse de contributions. 
Sept motions sont déposées :
- Motion A - « Un grand Parti pour un grand projet » déposée par François Mitterrand, soutenue par les contributions de Lionel Jospin, Louis Mexandeau, André Laignel, Louis Mermaz, Christiane Mora, Arthur Notebart, Augustin Laurent et Jacques Delors.
- Motion B - « Pour le socialisme : synthèse dans l'unité et la clarté » déposée par Pierre Mauroy et ses proches (Jean-Pierre Balligand, André Chandernagor, Gérard Collomb, Jacques Fleury, Georges Frêche, Jean Le Garrec, Daniel Percheron, Roger Quillot, Alain Savary, Robert Verdier).
- Motion C - « Redonner ses chances à la Gauche » déposée par Michel Rocard et ses proches (Claude Évin, Gérard Fuchs, Jean-Paul Huchon, Louis Le Pensec, Marie-Noëlle Lienemann, Dominique Taddei, Catherine Trautmann, Bernard Soulage, Alain Richard, Jean-Pierre Worms).
- Motion D - « Une synthèse sans exclusive autour de François Mitterrand pour la construction du socialisme autogestionnaire » déposée par Gaston Defferre et des militants de la région PACA (Jean-Noël Guerini, Charles-Émile Loo, Patrick Menucci, Michel Pezet, Robert Vigouroux).
- Motion E - « Pour l'unité - Le parti de la rupture et de l'autogestion » déposée par Jean-Pierre Chevènement et le CERES (François Autain, Edwige Avice, Christian Bataille, Jean-Marie Bockel, Nicole Bricq,  Pierre Carassus, Michel Charzat, Didier Motchane, Georges Sarre).
- Motion F - « Revenir à la ligne d'Epinay : union pour l'autogestion » déposée par Christian Pierret et les dissidents du CERES (Alain Billon, Alain Bergounioux, Gérard Caudron, Jacques Guyard, Hugues Portelli, Daniel Lebègue).
- Motion G - « L'autre moitié du chemin » déposée par Édith Lhuilier et le courant féministe.

## Congrès
La Motion D (Gaston Defferre) se rallie dès le vote d'orientation à la motion A.
Résultats des votes des motions :
- Motion A (François Mitterrand) : 3 192 mandats (45,3 %)
- Motion C (Michel Rocard) : 1 444  mandats (20,5 %)
- Motion B (Pierre Mauroy) : 1 142 mandats (16,2 %)
- Motion E (Jean-Pierre Chevènement) : 1 015 mandats (14,4 %)
- Motion F (Christian Pierret) : 217 mandats (3,1 %)
- Motion G (Édith Lhuilier) : 22 mandats (0,3 %)

Tenant d'une ligne fidèle à celle tracée depuis le Congrès d'Épinay malgré la rupture du Programme commun à la suite de l'échec de ses négociations d'actualisation en septembre 1977, François Mitterrand sort vainqueur grâce à son alliance avec le CERES de Jean-Pierre Chevènement, d'une conception plus réformiste ou « sociale-démocrate » portée par l'alliance de Michel Rocard avec Pierre Mauroy. Cette issue ouvre la voie à la candidature de Mitterrand lors du scrutin présidentiel de 1981.
Mitterrand s'appuie sur Laurent Fabius, qui lance à Michel Rocard qu'« entre le marché et le plan, il y a le socialisme » et Lionel Jospin qui devient premier secrétaire du PS après la désignation du candidat à la présidentielle.

## Composition de la nouvelle direction

### Comité directeur
Le comité directeur exécute et fait exécuter la motion d'orientation majoritairement adoptée par le congrès. Il constitue en quelque sorte le parlement interne du parti, car il est le reflet direct de la réalité des sensibilités et des courants du PS. À l'issue de ce congrès, il est composé de 131 membres :
- 62 représentants de la motion A-D (Mitterrand - Defferre - Poperen)
- 28 représentants de la motion C (Rocard)
- 22 représentants de la motion B (Mauroy - Savary)
- 19 représentants de la motion E (CERES)

Le nouveau comité directeur désigne les membres du Bureau exécutif et du Secrétariat national.

### Bureau exécutif
Le bureau exécutif assure l'administration et la direction du parti dans le cadre des attributions que lui délègue le comité directeur. Ses membres sont désignés selon les mêmes procédures que les membres du comité directeur :
- 13 membres issus de la motion A-D, répartis selon les différents courants :
  - 9 « mitterrandistes » : François Mitterrand, Lionel Jospin, Pierre Bérégovoy, Gérard Delfau, Véronique Neiertz, Laurent Fabius, Paul Quilès, Marcel Debarge et Claude Germon ;
  - 2 « defferristes » : Gaston Defferre et Michel Pezet ;
  - 2 « poperénistes » : Jean Poperen et Christiane Mora.
- 5 membres issus de la motion C : Michel Rocard, Jean-Pierre Cot, Pierre Brana, Irène Charamande, Louis Le Pensec et Michel de La Fournière.
- 4 membres issus de la motion B : Pierre Mauroy, Françoise Gaspard, Daniel Percheron et Alain Savary
- 4 membres issus de la motion E : Jean-Pierre Chevènement, Pierre Guidoni, Annette Chépy-Léger et Michel Charzat.

### Secrétariat national
Les membres du secrétariat national sont élus par le comité directeur sur proposition du premier secrétaire. Ils ont la charge de la mise en œuvre des décisions prises par le comité directeur et le bureau exécutif. Le secrétariat national, assure ainsi la gestion du parti.
- Premier secrétaire : François Mitterrand
- Secrétaire national aux relations internationales : Lionel Jospin
- Secrétaire national à l'organisation et aux fédérations : Paul Quilès
- Secrétaire nationale à la lutte des femmes : Véronique Neiertz
- Secrétaire national à la formation : Gérard Delfau
- Secrétaire national aux relations extérieures : Pierre Bérégovoy
- Secrétaire national au projet socialiste et aux études : Jean-Pierre Chevènement
- Secrétaire nationale à la communication et à la propagande : Christiane Mora
- Secrétaire national au contentieux et aux élections :  Jean Poperen
- Secrétaire national aux entreprises : Claude Germon
- Secrétaire national au secteur public, à la fonction publique et aux nationalisations : Michel Charzat
- Secrétaire national à l'urbanisme et au logement : Michel Pezet
- Secrétaire national aux collectivités locales : Marcel Debarge
- Secrétaire nationale aux associations et au cadre de vie : Annette Chépy
- Secrétaire national à la presse, porte-parole : Laurent Fabius
- Trésorier : Pierre Joxe

## Congrès fédéral des Bouches-du-Rhône
En raison de rivalités internes dans la première fédération départementale nées après l'échec à l'élection municipale d'Aix-en-Provence en 1977, Gaston Defferre dépose sa propre motion pour contraindre les responsables fédéraux à taire leurs divergences derrière lui. Premier secrétaire depuis une quinzaine d'années, Charles-Émile Loo est remplacé à la tête de la fédération par un avocat de trente-huit ans, Michel Pezet.